# Дитер Квестер
Дитер Кестер (на немски: Dieter Quester) е австрийски пилот от Формула 1, роден е на 30 май 1939 г. във Виена, Австрия.

## Кариера във Формула 1
Дитер Кестер дебютира във Формула 1 през 1969 г. в Голямата награда на Германия, в световния шампионат на Формула 1 записва 2 участия като не успява да спечели точки. Състезава се само за отборите на BMW и Surtees.